# (6224) El Goresy
(6224) El Goresy es un asteroide perteneciente al cinturón de asteroides, región del sistema solar que se encuentra entre las órbitas de Marte y Júpiter, descubierto el 1 de marzo de 1981 por Schelte John Bus desde el Observatorio de Siding Spring, Nueva Gales del Sur, Australia.

## Designación y nombre
Designado provisionalmente como 1981 EK8. Fue nombrado El Goresy en homenaje a Ahmed El Goresy, científico del Instituto Max Planck für Chemie en Mainz, ha llevado a cabo una investigación pionera sobre procesos de choque en meteoritos y cráteres de impacto terrestre. Es un reconocido experto en el campo de la mineralogía de sulfuros y la microscopía óptica de minerales opacos con luz reflejada.

## Características orbitales
El Goresy está situado a una distancia media del Sol de 2.365 ua, pudiendo alejarse hasta 2.699 ua y acercarse hasta 2.030 ua. Su excentricidad es y la inclinación orbital 5.388 grados. Emplea 1328.49 días en completar una órbita alrededor del Sol.

## Características físicas
La magnitud absoluta de El Goresy es 14,4. Tiene 3637 km de diámetro y su albedo se estima en 0.279. 